# Mecodina anceps
Mecodina anceps är en fjärilsart som beskrevs av Paul Mabille 1879. Mecodina anceps ingår i släktet Mecodina och familjen nattflyn. Inga underarter finns listade i Catalogue of Life.